# André-Charles Boulle
André-Charles Boulle (Paris, 11 de Novembro de 1642 – Paris, 29 de Fevereiro de 1732), desenhou e produziu mobiliário para a corte de Luís XIV como mestre de ebanisteria (marcenaria fina), ficando  principalmente famoso pelo seu trabalho de marqueteria de alta qualidade (mosaico ornamental composto por diferentes materiais).
A inovação introduzida nesta técnica, já anteriormente existente, é a utilização de novos materiais em combinação com uma perfeita execução da técnica. As peças de Boulle, além de utilitárias, são verdadeiras peças de joalharia, não só pelo detalhe e requinte dos padrões decorativos, como também pela utilização de valiosos materiais. O estilo das suas peças de mobiliário, formalmente dentro do estilo decorativo Luís XIV (Barroco), influenciou a estética por toda a Europa, dando nome ao que ficou conhecido como o estilo boulle (também marquetaria boulle ou técnica boulle).

## Vida
Pouco se sabe sobre a vida de Boulle antes de ter iniciado a sua fase de produção de mobiliário para a corte de Versailles como ébeniste du Roi, mas é certo que a sua família já se dedicava antes à produção de mobiliário, já que o seu pai Jean Boulle, que terá imigrado da Holanda para Paris em 1610, ficou nesta cidade a trabalhar como marceneiro. Foi na oficina do seu pai que André-Charles Boulle se formou, inicialmente como pintor, como prova um dos primeiros recibos entregues pelo seu trabalho onde consta ouvrages de peinture. Crê-se que a sua reputação terá surgido quando era ainda relativamente novo.
Entre 1666 e 1676 Boulle tem a sua própria oficina e, embora receba muitas encomendas e tenha as oficinas repletas de artesãos qualificados (entre os quais os seus filhos), sofre permanentemente de falta de dinheiro. A razão que o fará cobrir-se de dívidas, e levará quase à ruína financeira, é o seu gosto por coleccionar obras de arte. A sua colecção, de grande valor e apresentando obras valiosas (como de Rubens, por exemplo), arde quase por completo num incêndio a 30 de Outubro de 1720.
Indicado por Jean-Baptiste Colbert, Boulle torna-se ebenista do rei (ébeniste du Roi) na oficina real de mobiliário no Louvre em 1672, assumindo o lugar do falecido Jean Macé van Blois. Aqui Boulle não tem de se deixar guiar pelas corporações de artesãos, que estabelecem as regras da profissão, e tem assim o privilégio e a liberdade para criar os seus próprios trabalhos de bronze e marqueteria. Até 1694, quando se dá o encerramento da oficina real, Boulle produz essencialmente para residências reais, como Versailles, Fontainebleau ou o Louvre, abastecendo os seus interiores com ricas peças de mobiliário dentro do estilo Luís XIV.
Os seus filhos, Jean Philippe, Pierre-Benoît, André-Charles II e Charles-Joseph,  darão continuidade ao seu trabalho, e também às suas dívidas.

## Estilo e técnica

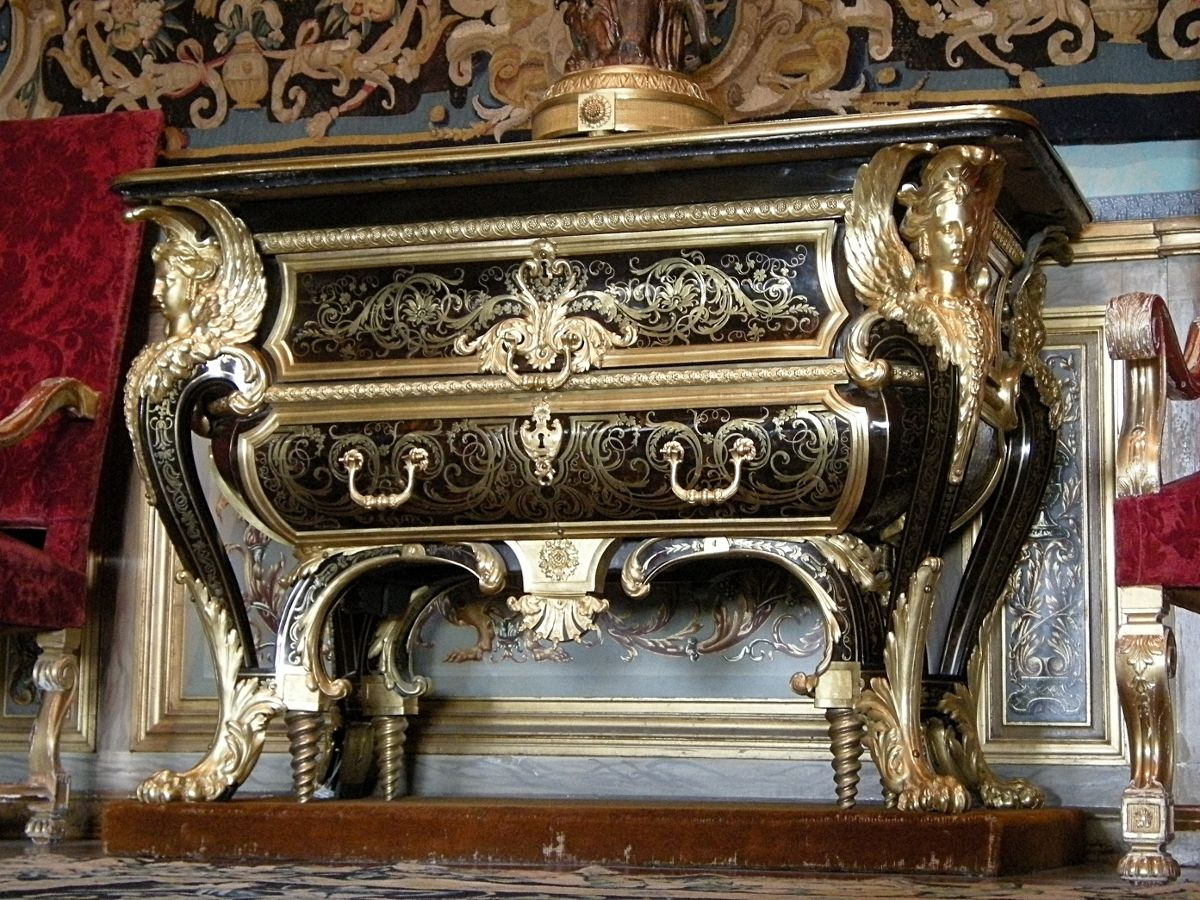
André-Charles BOULLE, Cómoda "Mazarine", época Luís XIV

O mobiliário criado por Boulle tem uma estrutura base simples, de linhas bem definidas, sobre a qual são depois aplicadas as peças da marqueteria. Os materiais de eleição são materiais que ofereçam um bom contraste de cor e efeito visual claro-escuro. As aplicações metálicas (latão ou bronze, geralmente dourados) são utilizadas em comunhão com madeira (geralmente polida de negro), marfim, carapaça de tartaruga, madrepérola, entre outros. Quando o motivo decorativo é mais claro que o fundo (por exemplo, em marfim) fala-se de premier-boulle, premier-effet ou première-partie; quando o motivo decorativo é mais escuro que o fundo fala-se de countre-boulle, deuxième-effet ou contre-partie. Como motivos decorativos são preferenciados os elementos da flora (flores, etc) e alguns animais, como pássaros ou borboletas.
De modo a proteger as arestas e os cantos, e também com objectivo ornamental, são ainda aplicados relevos, figuras e pés em metal.
Inicialmente, a produção é demorada devido ao trabalho de minúcia exigido para cada móvel. Mais tarde, Boulle aperfeiçoa as ferramentas de trabalho e desenvolve um método que permite cortar simultaneamente as peças do mosaico a ser usadas em mais que um móvel, acelerando consideravelmente o processo de produção.

### Trabalhos mais significativos
- Melhores trabalhos produzidos entre 1690 e 1710.
- Pavimento em mosaico de madeira, paineis de parede do Cabinet Dauphin no Palácio de Versailles (entre 1682 e 1683). Actualmente desmontados, encontrando-se os desenhos originais de Boulle no Musée des Arts Décoratifs em Paris.
- Consolas e cadeiras para o Cabinet des Glaces no Palácio de Versailles.
- Pavimento interior na caixa do coche da coroa (1715) pertencente a D. João V, Rei de Portugal (1689-1750), pavimento feito em tartaruga e bronze recortado. Em exposição no Museu Nacional dos Coches, Lisboa.

### Colecções
- Museu do Louvre, Paris.
- Wallace Collection, Londres.
- The Jean Paul Getty Museum, Los Angeles.

## Revivalismo boulle
O estilo nunca sai verdadeiramente de moda, e, além dos seus contemporâneos que seguem o estilo (ver na tabela superior os influenciados), continuam-se a produzir cópias de peças atribuídas a Boulle, especialmente durante o estilo regência.
No século XIX inicia-se a produção industrial (em massa) deste género de mobiliário, conseguindo-se, no entanto, produzir com qualidade e exactidão. Podem-se identificar dois tipos de mobiliário boulle produzido no século XIX: o tipo que tem na marqueteria os espaços abertos preenchidos com carapaça de tartaruga, em tons avermelhados; e o tipo, de meados do século, com os espaços preenchidos a madeira negra polida.
Basicamente o processo é concluído em três fases: a construção da estrutura base em madeira simples; a colagem das placas ornamentais (madeira negra polida); e finalmente o aparafusamento das peças ornamentais metálicas sobre as anteriores.
Este mobiliário revivalista encontra-se principalmente em França, Inglaterra, Áustria e Hungria.

## Galeria
- Cómoda por André Charles Boulle em Vaux-le-Vicomte.
- Exemplar da Wallace Collection, Londres.
- Exemplar da Wallace Collection, Londres.
- Exemplar da Wallace Collection, Londres.
- As consolas baixas desenhadas por Boulle voltaram a estar na moda a partir do séc. XVII.
- Secretária incrustada com latão e tartaruga, com as típicas ferragens em bronze (Musée Condé, Chantilly).
- Secretária Mazarin, c. 1690-1700, por Boulle ou pela sua escola.
- Armário, c. 1690, marfim, metal e tartaruga